# Lista över auktorer inom fågeltaxonomin
Detta är en lista över auktorsnamn inom taxonomin över fåglar. I zoologiska sammanhang brukar auktorn listas med sitt efternamn, men ibland tillkommer initialer, främst för att undvika förväxling.

## A
- A.A.H.Lichtenstein - Anton August Heinrich Lichtenstein (4 arter)
- A.B.Meyer - Adolf Bernhard Meyer (44 arter)
- A.E.Brehm - Alfred Edmund Brehm (1 art)
- A.Geoffroy Saint-Hilaire - Albert Geoffroy Saint-Hilaire (1 art)
- A.Grandidier - Alfred Grandidier (8 arter)
- A.J.Campbell - Archibald James Campbell (2 arter)
- A.Newton - Alfred Newton (9 arter)
- A.R.Phillips - Allan R. Phillips (1 art)
- A.Smith - Andrew Smith (88 arter)
- Acerbi - Giuseppe Acerbi (1 art)
- Adams - A. Leith Adams (1 art)
- Alexander - Boyd Alexander (20 arter)
- Alfaro - Anastasio Gonzalez Alfaro (1 art)
- Allen - Joel Asaph Allen
- Alström - Per Alström (5 arter)
- Amadon - Dean Amadon (3 arter)
- Anderson - Johan Anderson (4 arter)
- Antinori - Marches Orazio Antinori (3 arter)
- Arrigoni - Pier Virgilio Arrigoni (1932-)
- Ash - John S. Ash (2 arter)
- Ashby - Edwin Ashby (1 art)
- Audebert - Jean Baptiste Édouard Audebert (3 arter)
- Audubon - John James Audubon (24 arter)

## B
- B. Meyer - Bernhard Meyer (1 art)
- Baillon - Louis Antoine François Baillon (1 art)
- Baird - Spencer Fullerton Baird (19 arter)
- E.C.S. Baker - Edward Charles Stuart Baker (1 art)
- E.M. Baker - Elizabeth M. Baker
- N.E. Baker - Neil E. Baker
- Bangs - Outram Bangs (19 arter)
- Bannerman - David Armitage Bannerman (3 arter)
- Barbour - Thomas Barbour (3 arter)
- Barboza du Bocage - José Vicente Barbosa du Bocage
- Barrows - Walter Bradford Barrows
- Bates - George Latimer Bates
- Bechstein - Johann Matthäus Bechstein
- Benítez - Hesiquio Benítez Días
- Benson - Constantine Walter Benson
- Beresford - Pamela Beresford
- Berlepsch - Hans Karl Hermann Ludwig Graf Berlepsch (63 arter)
- Berlioz – Jacques Berlioz
- Bertoni - W. Bertoni
- Bingham - Charles Thomas Bingham
- Blake - Emmet Reid Blake
- Blanford - William Thomas Blanford
- Blasius - August Wilhelm Heinrich Blasius
- Blundell  - Herbert Weld Blundell
- Blyth - Edward Blyth (178 arter)
- Boddaert - Pieter Boddaert (106 arter)
- Boie - Friedrich Boie
- Boissonneau - Auguste Boissonneau
- Bolle - Carl Bolle
- Bonaparte - Charles Lucien Bonaparte (181 arter)
- Bond - James Bond (ornitolog)
- Bonnaterre - Pierre Joseph Bonnaterre
- Bornschein - Marcos Ricardo Bornschein
- Bosc - Louis Augustin Guillaume Bosc
- Boulton - Rudyerd Boulton
- Bourns - Frank Swift Bourns
- Bouvier - Aime Bouvier
- von Brandt - Johann Friedrich von Brandt
- Alfred Brehm - Alfred Brehm
- Christian Ludwig Brehm - Christian Ludwig Brehm
- Brewster - William Brewster
- Brooks - William Edwin Brooks
- Brünnich - Morten Thrane Brünnich
- Bryant - Henry Bryant
- Buller - Walter Buller
- Burchell - William John Burchell
- Burmeister - Hermann Burmeister
- Burton - Edward Burton
- Büttikofer - Johann Büttikofer

## C
- Cabanis - Jean Louis Cabanis (145 arter)
- Campbell - Archibald James Campbell
- Carriker - Melbourne Armstrong Carriker
- Castelnau - Francis de Laporte de Castelnau
- Cassin - John Cassin (93 arter)
- Chapin - James Chapin
- Chapman - Frank Michler Chapman (58 arter)
- Chappuis - Claude Chappuis
- Cherrie - George Kruck Cherrie
- Chubb - Charles Chubb
- Clarke - William Eagle Clarke
- Collett - Robert Collett
- Colston - Peter Colston
- Conover - Henry Boardman Conover
- Paul Coopmans - Paul Coopmans
- Cory - Charles B. Cory
- Coues - Elliott Coues
- Cretzschmar - Philipp Jakob Cretzschmar
- Cuervo - A.M. Cuervo
- Cuvier - Georges Cuvier

## D
- Dabbene - Roberto Dabbene
- d'Albertis - Luigi Maria d'Albertis
- Daudin  - Francois-Marie Daudin
- David - Armand David
- de Tarragon - Léonce Marquis de Tarragon
- De Vis - Charles Walter De Vis
- Delacour - Jean Théodore Delacour
- Delegorgue - Adolphe Delegorgue
- Delessert - Jules Paul Benjamin Delessert
- Deppe - Ferdinand Deppe
- Des Murs - Marc Athanase Parfait Œillet Des Murs
- Desfontaine  - René Desfontaines
- Desmarest - Anselme Gaëtan Desmarest
- Deville - Émile Deville
- Diamond - Jared Mason Diamond
- Diesmos - Arvin C. Diesmos
- Dietrichsen - Lionel Dietrichsen
- Dillwyn - Lewis Weston Dillwyn
- Donegan - Thomas M. Donegan
- d'Orbigny - Alcide Dessalines d'Orbigny (124 arter)
- Drapiez - Pierre Auguste Joseph Drapiez
- Du Bus De Gisignies - Bernard du Bus de Gisignies
- Dubois - Alphonse Joseph Charles Dubois
- Dumont - Charles Dumont de Sainte-Croix
- Durnford - Henry Durnford
- Dwight - Jonathan Dwight

## E
- Ehrenberg - Christian Gottfried Ehrenberg
- Eisenmann - Eugene Eisenmann
- Elgood - John Hamel Elgood
- Elliot - Daniel Giraud Elliot
- Erard - Christian Érard
- Erlanger - Carlo von Erlanger
- Escalante - Bertha Patricia Escalante Pliego
- von Eschscholtz - Johann Friedrich von Eschscholtz
- Eydoux - Joseph Fortuné Théodore Eydoux
- Eyton - Thomas Campbell Eyton

## F
- Férussac - André Étienne Justin Pascal Joseph François d'Audebert de Férussac
- Filhol - Henri Filhol
- Finsch - Otto Finsch
- Fischer - Gustav Adolf Fischer
- T.H. Fischer - Timothy H. Fisher
- Fjeldså - Jon Fjeldså
- Forbes - Henry Ogg Forbes
- Forster - Johann Reinhold Forster
- Franklin - James Franklin
- Fraser - Louis Fraser
- Friedmann - Herbert Friedmann
- Frohawk - Frederick William Frohawk

## G
- Gaimard - Joseph Paul Gaimard
- Gambel - William Gambel
- Garnot - Prosper Garnot
- Gatter - Wulf Gatter
- Gervais - Paul Gervais
- Giglioli - Enrico Hillyer Giglioli
- Gilliard - Ernest Thomas Gilliard
- Giraud - Jacob Post Giraud
- Gmelin - Johann Friedrich Gmelin (347 arter)
- Godman - Frederick DuCane Godman
- Godwin-Austen - Henry Haversham Godwin-Austen
- Goeldi - Émil Goeldi
- Gonzaga - Luiz Pedreira Gonzaga
- Gonzales - Pedro C. Gonzales
- Gosse - Philip Henry Gosse
- Geoffroy Saint-Hilaire - Isidore Geoffroy Saint-Hilaire
- Gould - John Gould (385 arter)
- Grandidier - Alfred Grandidier
- Grant - C.H.B. Grant
- Graves - Gary R. Graves
- G.R.Gray - George Robert Gray (156 arter)
- J.E.Gray - John Edward Gray
- Griscom - Ludlow Griscom
- Grote - Augustus Radcliffe Grote
- Guérin-Méneville - Félix Édouard Guérin-Méneville
- Gundlach - Juan Cristóbal Gundlach
- Gunning - Jan Willem Bowdewyn Gunning
- Gurney - John Henry Gurney
- Güldenstädt - Johann Anton Güldenstädt
- Gyldenstolpe - Nils Carl Gustaf Fersen Gyldenstolpe

## H
- Hall - Robert Hall
- Hardwicke - Thomas Hardwicke
- Harrap - Simon C.B. Harrap
- Hartert - Ernst Johann Otto Hartert (126 arter)
- Harting - James Edmund Harting
- Hartlaub - Karl Johann Gustav Hartlaub (162 arter)
- Hartwig - Waldemar Hartwig
- Hachisuka - Masauji Hachisuka
- Heine – Ferdinand Heine
- Heinroth - Oskar Heinroth
- Hellmayr - Carl Eduard Hellmayr
- Hemprich - Wilhelm Hemprich
- Henry - Thomas Charles Henry
- Hermann - Johann Hermann
- Heuglin - Theodor von Heuglin
- Hocking - Peter Hocking
- Hodgson - Brian Houghton Hodgson (81 arter)
- Holyoak - D. T. Holyoak
- Hombron - Jacques Bernard Hombron
- Homeyer - Eugen Ferdinand von Homeyer
- Horsfield - Thomas Horsfield (91 arter)
- Hugh Edwin Strickland - Hugh Edwin Strickland
- Hume - Allan Octavian Hume

## I
- Imber - Mike Imber
- Iredale - Tom Iredale

## J
- J.E.Gray - John Edward Gray
- Jabouille - Pierre Jabouille
- Jackson - Frederick John Jackson
- Jacquinot - Honoré Jacquinot
- Jameson - Robert Jameson
- Jardine - William Jardine (1800–1874)
- Jerdon - Thomas C. Jerdon
- A.W.Johnson - Alfredo William Johnson
- Junge - George Christoffel Alexander Junge

## K
- Kennedy - Robert S. Kennedy
- King - Phillip Parker King
- Kittlitz - Heinrich von Kittlitz
- Kiure - Jacob Kiure
- Kloss - Cecil Boden Kloss
- Koelz - Walter Norman Koelz
- Krabbe - Niels Krabbe
- Kuhl - Heinrich Kuhl
- Kuroda - Nagamichi Kuroda

## L
- de La Llave - Pablo de La Llave
- Lafresnaye - Frédéric de Lafresnaye (233 arter)
- Lambert - Frank R. Lambert
- Landbeck - Christian Ludwig Landbeck
- Lanyon - Scott M. Lanyon
- Latham - John Latham (153 arter)
- Laugier - Guillaume Michel Jérôme Meiffren Laugier
- Lawrence - Georg Newbold Lawrence (105 arter)
- Layard – Edgar Leopold Layard
- Leach - William Elford Leach
- Lehmann - Federico Carlos Lehmann Valencia
- Lembeye - Juan Lembeye
- Lesson - René Primevère Lesson
- Lewin - John William Lewin
- Leybold - Friedrich Leybold
- Li - Li Gui-yuan
- Lichtenstein - Martin Lichtenstein
- Linnaeus - Carl von Linné (707 arter) Observera att man inom botaniken istället använder förkortningen  L.
- Liversidge - Richard Liversidge
- Ljungh - Sven Ingemar Ljungh
- Loche - Victor Loche
- Lort Phillips - Ethelbert Lort Phillips
- Louette - Michael Louette
- Lovat - Simon Fraser, 14:e lord Lovat
- Lowery - George Hines Lowery Jr

## M
- Mackworth-Praed - Cyril Winthrop Mackworth-Praed
- Madarász - Julius von Madarász
- Malherbe - Alfred Malherbe
- Manamtam - Arturo S. Manamtam
- Martens - J. Martens
- Massena - Francois Victor Massena, 2nd Duke of Rivoli
- Mathews - Gregory Mathews
- Mayr - Ernst Mayr
- McGregor - Richard Crittenden McGregor
- Mearns  - Edgar Alexander Mearns
- Meise - Wilhelm Meise
- Mees - Gerlof Fokko Mees
- Ménégaux - Auguste Ménégaux
- Ménétries - Édouard Ménétries
- Merrem - Blasius Merrem
- Meuschen - Friedrich Christian Meuschen
- Meyen - Franz Meyen
- A.B. Meyer - Adolf Bernhard Meyer
- Meyer - Christian Erich Hermann von Meyer
- Meyer de Schauensee - Rodolphe Meyer de Schauensee
- Michahelles - Karl Michahelles
- Miller - Gerrit Smith Miller
- Millie - William R. Millie
- Milligan - Alexander William Milligan
- Milne-Edwards - Alphonse Milne-Edwards
- Miranda - Hector C. Miranda
- Molina - Francisco Sornoza Molina
- Moore - Frederic Moore
- Moreau - Reginald Ernest Moreau
- Mulligan - Mark Mulligan
- Murphy - Robert Cushman Murphy
- Müller - Philipp Ludwig Statius Müller
- S. Müller - Salomon Müller

## N
- Natterer - Johann Natterer
- Naumann - Johann Friedrich Naumann
- Navarro - Adolfo Gerardo Navarro Sigüenza
- Neboux - Adolphe-Simon Neboux
- Nelson - Edward William Nelson
- Neumann - Oscar Rudolph Neumann
- Newton - Edward Newton
- Nitzsch - Christian Ludwig Nitzsch
- Nodder - Frederick Polydore Nodder
- Nordmann - Alexander von Nordmann
- North - Alfred John North
- Nuttall - Thomas Nuttall

## O
- Oates - Eugene William Oates
- Oberholser - Harry Church Oberholser
- Ochoa - José M. Ochoa
- Ogilvie-Grant - William Robert Ogilvie-Grant (71 arter)
- Olrog - Claës Christian Olrog (1 art)
- Olsson - Urban Olsson
- Oustalet - Émile Oustalet

## P
- Pallas - Peter Simon Pallas (91 arter)
- Parzudaki - Emile Parzudaki
- Paykull - Gustaf von Paykull
- Payne - Robert Payne
- Peale - Titian Peale
- Pelzeln - August von Pelzeln (72 arter)
- Pennant - Thomas Pennant
- Peters - Wilhelm Peters
- Peterson - Andrew Townsend Peterson
- Phelps - William Henry Phelps
- Phelps - William H. Phelps, Jr
- Philippi - Rodolfo Amando Philippi
- Pichorim - Mauro Pichorim
- Pinto - Polidoro Pinto-Escobar
- Prévost - Florent Prévost
- Prigogine - Alexandre Prigogine
- Przhevalsky - Nikolay Przhevalsky
- Pucheran - Jacques Pucheran
- Päckert - M. Päckert

## Q
- Quoy - Jean René Constant Quoy

## R
- Rabor - Dioscoro S. Rabor
- Raffles - Thomas Stamford Raffles
- Ramsay - Edward Pierson Ramsay
- Rand - Austin L. Rand
- Ranzani - Camillo Ranzani
- Raposo - Marcos Raposo
- Reichenbach - Ludwig Reichenbach
- Reichenow - Anton Reichenow (146 arter)
- Reinert - Bianca L. Reinert
- Richmond - Charles Wallace Richmond
- Ridgway - Robert Ridgway
- Ripley - Sidney Dillon Ripley
- Riley - Joseph Harvey Riley
- Robbins - Mark B. Robbins
- Robinson - Herbert Christopher Robinson
- Rosenberg - Gary H. Rosenberg
- Rothschild - Lionel Walter Rothschild, 2:e baron Rothschild (66 arter)
- Royle - John Forbes Royle
- Rumboll - Mauricio Rumboll
- Rüppel - Wilhelm Peter Eduard Simon Rüppel (62 arter)

## S
- Salaman - Paul Salaman
- Salvadori - Adelardo Tommaso Adlardo Salvadori Paleotti (136 arter)
- Salvin - Osbert Salvin (223 arter)
- Sassi - Moritz Sassi
- Say - Thomas Say
- Schlegel - Hermann Schlegel (86 arter)
- Schouteden - Henri Schouteden
- Schulenberg - Thomas S. Schulenberg
- Sclater - Philip Lutley Sclater (440 arter)
- Scopoli - Giovanni Antonio Scopoli (50 arter)
- Seebohm - Henry Seebohm
- Selby - John Selby
- Serle - William Serle
- Severtsov - Nikolaj Severtsov
- Sharpe - Richard Bowdler Sharpe (198 arter)
- Shaw - George Shaw (58 arter)
- Shelley - George Ernest Shelley (63 arter)
- Schinz - Heinrich Rudolf Schinz
- Sick - Helmut Sick
- Siebers - Hendrik Cornelis Siebers
- Slater - Henry Horrocks Slater
- Smith - Andrew Smith
- Snethlage - Emilie Snethlage
- Snow - David Snow
- Van Someren  - Victor Gurney Logan Van Someren
- Souancé - Charles de Souancé
- Souleyet - Louis François Auguste Souleyet
- Sousa - Jose Augusto de Sousa
- Spix - Johann Baptist Ritter von Spix (71 arter)
- Stager - Kenneth E. Stager
- Stanley - Edward Smith-Stanley, 13th Earl of Derby
- Steere – Joseph Beal Steere
- Steinbacher - Friedrich Steinbacher
- Stejneger - Leonhard Hess Stejneger
- Stephens - James Francis Stephens
- Stolzmann - Jean Stanislaus Stolzmann (Jan Sztolcman)
- Stotz - Douglas F. Stotz
- Stresemann - Erwin Stresemann (1889–1972)
- Streubel - August Vollrath Streubel
- Strickland - Hugh Edwin Strickland
- Styan - Frederick William Styan
- Suckow - Georg Adolf Suckow
- Sun - Yue-Hua Sun
- Sundevall - Carl Jakob Sundevall
- Swainson - William Swainson (131 arter)
- Swinhoe - Robert Swinhoe
- Sykes - William Henry Sykes

## T
- Taczanowski - Władysław Taczanowski (67 arter)
- Taka-Tsukasa - Nobusuke Taka-Tsukasa
- Temminck - Coenraad Jacob Temminck (348 arter)
- Tennyson - Alan Tennyson
- Teixeira - Dante Martins Teixeira
- Terborgh - John W. Terborgh
- Thayer - John Thayer
- Thunberg - Carl Peter Thunberg
- Tickell - Samuel Tickell
- Todd - Walter Edmond Clyde Todd
- Townsend - John Kirk Townsend
- Tristram - Henry Baker Tristram
- Tschudi - Baron Johann Jacob von Tschudi (58 arter)
- Tweeddale - Arthur Hay, 9th Marquess of Tweeddale

## U
- Ussher - Herbert Taylor Ussher

## V,W
- W.L.Sclater - William Lutley Sclater (14 arter)
- Wagler - Johann Georg Wagler (59 arter)
- Wahlberg - Johan August Wahlberg
- Walden - Arthur Hay, 9th Marquess of Tweeddale
- Valenciennes - Achille Valenciennes
- Wallace - Alfred Russel Wallace
- van Oort - Eduard Daniël van Oort
- Wardlaw Ramsay - Robert George Wardlaw Ramsay
- Waterhouse - George Robert Waterhouse
- Verreaux - Édouard Verreaux
- Verreaux - Jules Verreaux
- Vaurie - Charles Vaurie
- Weske - John S. Weske
- Wetmore - Alexander Wetmore
- White - Henry Luke White
- Wied - Maximilian zu Wied-Neuwied
- Vieillot - Louis Jean Pierre Vieillot (394 arter)
- Vielliard - Jacques Vielliard
- Vigors - Nicholas Aylward Vigors (110 arter)
- Wiglesworth - Lionel William Wiglesworth
- Wilkes - John Wilkes
- Willard - David E. Willard
- Williamson - Kenneth Williamson (1914–1977)
- Wilson - Alexander Wilson
- Voelker - Gary Voelker
- Wolters - Hans Edmund Wolters
- Worcester – Dean Contant Worcester
- von Müller - Johann Wilhelm von Müller

## X
- Xantus - John Xantus de Vesey

## Y
- Yamashina - Yoshimaro Yamashina
- Yarrell - William Yarrell

## Z
- Zarudny - Nikolai Zarudny
- Zimmer  - John Todd Zimmer